# Cratere Kearons
Kearons è un cratere lunare di 27,99 km situato nella parte sud-orientale della faccia nascosta della Luna.
Il cratere è dedicato all'astronomo statunitense William Maybrick Kearons.

## Crateri correlati
Alcuni crateri minori situati in prossimità di Kearons sono convenzionalmente identificati, sulle mappe lunari, attraverso una lettera associata al nome.
| Kearons | Coordinate             | Diametro (in km) |
| ------- | ---------------------- | ---------------- |
| U       | 10°37′12″S 116°13′12″W | 12,66            |